# A Enfermeira da Noite (quadrinhos)
A Enfermeira da Noite (Night Nurse) foi uma curta série de quadrinhos do gênero drama publicado pela Marvel Comics, em 1973, estrelando a enfermeira Linda Carter, conhecida por auxiliar diversos heróis feridos do Universo Marvel. Em 2004 ela reapareceu na revista Demolidor e durante a  Guerra Civil.

## Sinopse
A revista contava a história de três enfermeiras (Christine Palmer, Georgia Jenkins e a protagonista Linda Carter), com histórias dramáticas e polêmicas, direcionadas ao público feminino. Nos Estados Unidos foram publicadas 4 edições pela Marvel Comics enquanto no Brasil saíram 5 números pela Editora Gorrion.